# Jacques Brel
Jacques Brel (8. dubna 1929, Schaerbeek – 9. října 1978, Bobigny) byl belgický šansoniér, písničkář, básník, herec a režisér.

## Životopis

### Mládí
Narodil se v Belgii v rodině soukromého podnikatele, který vlastnil továrnu na karton. Studoval jen s malým zájmem o školu (kromě hodin francouzštiny). Mladý Jacques Brel se aktivně zajímal o amatérské divadlo. Později vystudoval řečtinu, latinu a obchodní právo. Předpoklad, že jednou převezme rodinnou textilní továrnu, se nikdy nenaplnil, práce obchodníka a podnikatele ho prakticky nikdy nezajímala.
V roce 1951 si vzal za ženu Thérèse Michielsen, řečenou „Miche“ (=„bochník“) a koncem téhož roku se jim narodila dcera Chantal.

### Začátky
Od roku 1952 skládal své první písně, které zpíval nejprve v rodinném kruhu nebo v bruselských kabaretech. Již v této době v sobě skrýval onu sílu, a to jak ve svých textech, tak ve své osobité interpretaci. Jeho rodině se tyto pokusy vůbec nelíbily a v žádném případě jej nepodporovala v jejich pokračování. On však vytrval a v roce 1953 vydal svůj první singl. Poté opustil Brusel a sám se vydal do Paříže, na pozvání Jacquese Canettiho, objevitele nových talentů, který pracoval u Philipsu a vlastnil kabaret Les trois baudets. Jeho rodina mu odmítla půjčit další peníze, narodila se jeho druhá dcera France. Byla to léta největších problémů. V roce 1955 za ním přijela jeho žena s dětmi a usadili se v Montreuil. Vydal své první dlouhohrající album. Zpíval pro křesťanské organizace, a tak mu Georges Brassens začal přezdívat „abbé Brel“ – s velkou dávkou humoru, neboť byli přátelé.

### První úspěchy
V roce 1956 se setkal s pianistou Françoisem Rauberem, který jej od té doby doprovázel a staral se o aranžmá jeho písní. V roce 1957 se setkal s dalším pianistou Gérardem Jouannestem, který jej potom výhradně doprovázel na scéně, zatímco François Rauber s ním pracoval ve studiu.
Postupně si vytvořil své publikum a získal první úspěchy. V roce 1957 obdržela jeho druhá deska Velkou cenu Akademie Charles Cros. Koncem roku 1958 měl první úspěch v pařížské Olympii a v roce 1959 v jiné slavné pařížské hale Bobino.

### Nejplodnější období
Od tohoto momentu na sebe vše navazovalo v rychlém rytmu, v roce 1966 opustil scénu. Dne 16. května 1967 absolvoval svůj poslední recitál.
V létě 1967 natočil film Rizika zaměstnání a začal cestovat po světě na plachetnici.
V dalších letech se věnoval filmu jako režisér či herec (např. Dobrodružství je dobrodružství od Clauda Lelouche).
V roce 1974 vše opustil a odjel na plachetnici. Byl těžce nemocen, po první operaci rakoviny plic. Usadil se na Markézách na tichomořském ostrůvku Hiva Oa. Pracoval zde jako pilot a majitel malého letadla, létal zde jako aerotaxi a vozil poštu pro místní obyvatele.
V roce 1977 se vrátil do Paříže a natočil své další album, kterého se během prvního týdne prodalo neuvěřitelných více než milion kusů. Vrátil se zpět na ostrovy, ale v červenci 1978 se jeho zdravotní stav zhoršil a byl přepraven do Francie. Zemřel v říjnu téhož roku. Je pochován na Markézách, po boku Paula Gauguina.
Nejen ve frankofonním světě je považován za jednoho z největších šansoniérů, hudebních skladatelů a básníků druhé poloviny 20. století. Jeho vliv na francouzskou (a belgickou) hudební scénu je stále významný. Dodnes je symbolem nonkonformismu a některé jeho texty, přestože známé, neustále překvapují svou násilnou prozíravostí.
V prosinci 2005 byl zvolen diváckým SMS hlasováním za největšího Belgičana (všech dob) ve stejnojmenné anketě státní televize RTBF.

## Dílo

### Písňová tvorba
Diskografie:
- Grand Jacques – 1954
- Quand On n’a Que l’Amour – 1957
- Au Printemps – 1958
- La Valse à Mille Temps – 1959
- Marieke – 1961
- Enregistrement Public à l’Olympia 1961 – 1962
- Les Bourgeois – 1962
- Enregistrement Public à l’Olympia 1964 – 1964
- Les Bonbons – 1966
- Ces Gens-Là – 1966
- Jacques Brel ’67 – 1967
- J’arrive – 1968
- L’Homme de la Mancha – 1968
- Ne Me Quitte Pas – 1972
- Brel – 1977

### Filmová tvorba
Režie:
- Franz – 1971, v tomto filmu působil zároveň jako herec
- Le Far West – 1973, v tomto filmu působil zároveň jako herec

Herec:
- La Grande Peur de Monsieur Clément – 1956
- Riziko povolání (Les Risques du Métier) – 1967
- Můj strýc Benjamin (Mon Oncle Benjamin) – 1969
- Bonnotova banda (La Bande à Bonnot) – 1969
- Vrahové pořádku (Les Assassins de l’Ordre) – 1971
- Mont-Dragon – 1971
- Dobrodružství je dobrodružství (L’aventure, c’est l’aventure) – 1972
- Le Bar de la Fourche – 1972
- Dotěrný chlap (L’Emmerdeur) – 1973